# Swans
Swans — американская экспериментальная рок-группа, основанная в 1981 году вокалистом и мультиинструменталистом Майклом Джирой. Swans получили широкое признание за вклад в формирование таких жанров как пост-рок, индастриал и пост-панк. Изначально их музыка отличалась бескомпромиссностью звуковых экспериментов и брутальными, мизантропическими текстами. После присоединения в 1986 году клавишницы Jarboe, Swans начали включать в свою музыку мелодичность и сложность аранжировок. Jarboe оставалась одним из двух постоянных участников группы наряду с Джирой и полупостоянным гитаристом Норманом Вестбергом вплоть до распада коллектива в 1997 году.
В 2010 году Майкл Джира возродил группу без участия Jarboe, сформировав стабильный состав музыкантов, который гастролировал по всему миру и выпустил четыре альбома, получивших признание критиков. Этот состав дал последние концерты в ноябре 2017 года, завершив тур в поддержку тогдашнего альбома The Glowing Man. С 2019 года Джира гастролирует и записывается с Swans с непостоянным набором сессионных музыкантов. Новый альбом группы, Birthing, вышел 30 мая 2025 года. С 1990 года все релизы Swans выпускаются на собственном лейбле Майкла Джиры — Young God Records.

## История

### Ранний период (1982—1984)
В 1981 году в Нью-Йорке возникла постпанк-группа Circus Mort, в которой играли вокалист Майкл Джира, гитарист Рик Олиер, ударник Джонатан Кейн и братья Дон (басист) и Джош (клавишник) Брауны. Группа выпустила один EP на собственном лейбле Labor и распалась.. Джира и Кейн создали группу Swans, в которой Джира стал ещё и бас-гитаристом. Первое время с ними играла гитаристка Сью Хэнел. Она ушла до того, как группа приступила к работе над дебютным студийным альбомом, но некоторые записи с её участием были изданы на сборнике Body to Body, Job to Job (1991 год). Первый EP Swans вышел в 1982 году на Labor. Помимо Джиры и Кейна в группу на тот момент входили гитарист Боб Пеццола и саксофонист Даниэль Галли-Дуани. Музыка Swans сочетала черты постпанка в духе Joy Division, блюзовые элементы и резкое звучание, характерное для no wave.
Вскоре последовал и дебютный полнометражный альбом «Filth» (в поздних переизданиях к нему, в качестве бонуса, добавлен и предшествующий EP), на котором группа радикально изменила стиль на минималистичный гитарный нойз, сочетающийся с мощной и доминирующей ритм-секции и гремящей перкуссии. Снова радикально изменился и состав. Кроме Джиры и Кейна на альбоме фигурируют Norman Westberg (гитара), Harry Crosby (бас) и Roli Mosiman (перкуссия). Основная идеологическая нить группы — разоблачение социального существования человека, как разнообразных форм рабства. Особенно ярко эта идея выражалась в супер-агрессивных, носящих садо-мазохистский оттенок шоу группы.

### Смена стиля (1985—1987)
В 86-м году в группу как вторая вокалистка приходит Jarboe, и основной состав окончательно формируется. Уже вместе с ней Swans записывают два альбома «Greed» и «Holy Money», позже переизданных на одном компакте. В то же время Джарбо и Джира запускают сайд-проект Skin, записывающий три альбома. Используя минимализм Swans, но уже в акустическом исполнении, Skin продолжает выражать все ту же идею Swans и создает неповторимую экзотическую и провокационно-брутальную атмосферу. В этот период Джира заявляет, что устал от репутации «шумной» группы, чувствуя, что аудитория ждёт от него того, что он не собирался делать. В 87-м году, на альбоме «Children of God» он сознательно смягчил звучание коллектива, добавив больше акустических элементов и всё чаще выдвигая Jarboe на роль вокалистки.

### Поздние Swans (1988—1997)
В 89-м, с выходом альбома «Burning World» эта смена окончательно происходит. Новый стиль представляет собой мягкий, мелодичный депрессивный постпанк с сильным готическим налетом, обильным использованием акустических инструментов и пессимистичными религиозными текстами. В 91-м году выходит ещё более балладный и акустический «White Light From The Mouth Of Infinity», а в 92-м это направление продолжает несколько более тяжелый и мейнстримовый «Love Of Life». В 91-м же году выходит сборник ранее неиздававшихся записей, сделанных в период с 82-го по 85-й год «Body To Body, Job To Job». В этот же период Джира и Джарбо начинают работать над собственными сольными альбомами и творчестве группы наступает трехлетняя пауза, во время которой выходит только в 94-м году двухтрековый сингл «Celebrity Lifestyle», включенный позже в альбом «The Great Annihilator». Ходят активные слухи о прекращении деятельности группы, однако в 95-м новый альбом все-таки выходит. Несмотря на сильную критику, Swans все-таки готовят новый альбом — двойной «Soundtracks For The Blind» — который появляется на свет в конце 96-го.
Во время существования Swans M.Gira и Jarboe записали три диска под названием The World of Skin, наиболее известен альбом Ten Songs For Another World 1990 года.

### Воссоединение (с 2010 года).
После распада Swans Джира основал проект Angels of Light, продолжил работу с лейблом Young God Records, а Jarboe сосредоточилась на сольном творчестве .В январе 2010 года возрождение Swans было анонсировано новым треком на MySpace Young God Records, а затем официально подтверждено в соцсетях лейбла. Решение воссоздать группу пришло к Джире ещё в 2005 году во время концерта Angels of Light: исполняя композицию The Provider он ощутил «внезапное желание возродить Swans, вспомнив, насколько возвышающим и интенсивным был этот опыт».
В 2010 году Джира реанимировал Swans вместе с Вестбергом, но без Джарбо. 23 сентября вышел новый альбом My Father Will Guide Me Up a Rope to the Sky. Расходы на запись Джира покрыл благодаря продажам сольного альбома I'm Not Insane. После выхода альбома Swans отправились в мировое турне, растянувшееся на 18 месяцев. В 2012 году группа выпустила концертный альбом We Rose From Your Bed With The Sun In Our Head. 28 августа 2012 года вышел двенадцатый студийный альбом The Seer, получивший высокие оценки от критики и ставший «альбомом года» по версии Sputnikmusic. 15 июля 2013 года Джира анонсировал ещё один handmade-релиз — Not Here / Not Now, вышедший 14 октября; выручка с него финансировала запись следующего студийного альбома To Be Kind (2014) с продюсером Джоном Конглтоном. 30 мая 2025 года вышел семнадцатый студийный альбом Birthing.
Обвинение в изнасиловании
В феврале 2016 года певица Ларкин Гримм обвинила лидера Swans в изнасиловании. По ее словам, это случилось в 2008 году. В тот период она записывала альбом Parplar для лейбла Джиры. Музыкант опроверг обвинения на своей странице в Facebook. После обвинений он расторг контракт с Ларкин.

## Состав
В разное время в состав Swans входили:
1. Майкл Джира
2. Jonathan Kane
3. Sue Hanel
4. Bob Pezzola
5. Daniel Galli-Duani
6. Norman Westberg
7. Harry Crosby
8. Roli Mosimann
9. Джарбо
10. Algis Kizys
11. Kristof Hahn
12. Phil Puleo
13. Christopher Pravdica
14. Larry Mullins
15. Thor Harris[10]

## Дискография
Студийные альбомы
- Filth (1983)
- Cop (1984)
- Greed (1986)
- Holy Money (1986)
- Children of God (1987)
- The Burning World (1989)
- White Light From The Mouth Of Infinity (1991)
- Love of Life (1992)
- The Great Annihilator (1995)
- Soundtracks for the Blind (1996)
- My Father Will Guide Me Up a Rope to the Sky (2010)
- The Seer (2012)
- To Be Kind (2014)
- The Glowing Man (2016)
- Leaving Meaning (2019)
- The Beggar (2023)
- Birthing (2025)